# کورش (داغستان)
کورش (به لاتین: Korsh) یک منطقهٔ مسکونی در روسیه است که در داغستان واقع شده‌است.